# Камчия (село)
Вижте пояснителната страница за други значения на Камчия.
Ка̀мчия е село в Югоизточна България. То се намира в община Сунгурларе, област Бургас.

## География
Село Камчия се намира в планински район, близо до язовир „Камчия“. Селото се намира на 32 км от общинския център Сунгурларе, на 43 км от Карнобат и на 69 км от областния център Бургас.

## Население

### Етнически състав
Преброяване на населението през 2011 г.
Численост и дял на етническите групи според преброяването на населението през 2011 г.:
|                     | Численост |
| Общо                | 78        |
| Българи             | -         |
| Турци               | 73        |
| Цигани              | -         |
| Други               | -         |
| Не се самоопределят | -         |
| Неотговорили        | 3         |